# دبی لی کارینگتن
دبی لی کارینگتن (به انگلیسی: Debbie Lee Carrington) (زاده ۱۴ دسامبر ۱۹۵۹ - مرگ ۲۳ مارس ۲۰۱۸) بازیگر، بدل‌کار آمریکایی بود.
از فیلم‌های معروف او می‌توان به بازی در فیلم کوتاهی پا مشکلی نیست اشاره کرد.